# 撫養町北浜
撫養町北浜（むやちょうきたはま）は、徳島県鳴門市の大字。郵便番号は772-0015。

## 地理
鳴門市の東部に位置。南は撫養町林崎に接し、東は撫養町弁財天に接し、西は撫養川に接する。およそ住宅地域。かつては塩田が大部分であったが、昭和50年度から始まった弁財天北浜土地区画整理事業により、塩田は埋め立てられ広大な宅地になった。
八幡神社・金光教撫養教会がある。
地名については、寛政7年の「鳴門辺集」に「慶長年中二林崎浦之内塩浜二策立」とあるところから、林崎の北に位置する塩浜との意と思われるが、未詳である。

### 河川
- 撫養川

### 小字
- 宮の西
- 宮の東

## 歴史
江戸期から明治22年にかけては板東郡および板野郡の村であった。寛文4年より板野郡に属す。明治22年に同郡撫養町の大字となった。昭和22年3月には鳴南市、同年5月より現在の鳴門市の字名となる。

## 世帯数と人口
2022年（令和4年）7月31日現在の世帯数と人口は以下の通りである。
| 町丁       | 世帯数  | 人口  |
| ---------- | ------- | ----- |
| 撫養町北浜 | 466世帯 | 960人 |

## 小・中学校の学区
市立小・中学校に通う場合、学区は以下の通りとなる。
| 番地 | 小学校             | 中学校             |
| ---- | ------------------ | ------------------ |
| 全域 | 鳴門市立林崎小学校 | 鳴門市立第二中学校 |

## 施設
- 八幡神社
- 金光教撫養教会